# Suzanne Pérouse
Suzanne Pérouse, née Fanny Louise Suzanne Guichard le 6 avril 1851 à Sens et morte le 1er mars 1924 à Paris, a été une présidente de l'Union des femmes de France (UFF), l'une des trois branches de la Croix-Rouge française avant 1940.

## Biographie
Fanny Louise Suzanne Pérouse, née Guichard, est la fille de Caroline Dubois, petite-fille du général Dubois-Thainville, et du sénateur Jules Guichard, protestant calviniste, administrateur de la Compagnie parisienne du gaz, vice-président, puis président de la prestigieuse Compagnie universelle du canal de Suez. 
Elle épouse le 11 août 1873 Denis Pérouse (1846-1925), polytechnicien (1866), et ingénieur des Ponts et chaussées depuis octobre 1872. Son époux va mener une brillante carrière d'ingénieur dans le domaine des chemins de fer, qui va l'amener à entrer en 1878 à la direction de la construction des chemins de fer, à être ingénieur en chef du contrôle central de la Compagnie des chemins de fer de Paris à Lyon et à la Méditerranée en 1895, attaché au cabinet du directeur des chemins de fer au ministère des travaux publics en 1886, adjoint au directeur en 1896 puis directeur. Ce haut fonctionnaire a également été conseiller général du département de l'Yonne de 1880 à 1892 et vice-président de 1889 à 1892, ainsi que conseiller d'État. 
Après sa retraite en 1906, il pantoufle dans le privé et devient une personnalité du monde des affaires : il est administrateur de la Compagnie universelle du canal de Suez en 1907, administrateur la même année des Chargeurs réunis, puis président en 1911, président en 1911 de la Compagnie Sud-Atlantique, administrateur de la Compagnie des docks et entrepôts de Marseille, de la Mokta el Hadid, de la Compagnie des chemins de fer de Paris à Lyon et à la Méditerranée en 1910, puis vice-président en 1915, président du Comité central des armateurs de France de 1918 à son décès en 1925, etc.. 
Membre de l'Union des femmes de France (UFF) dès sa fondation en 1881, Suzanne Pérouse intègre son conseil d'administration en 1892, dirige de 1896 à 1906 la commission des finances de l'association, devient vice-présidente, fait fonction de présidente de 1899 à 1906, et succède à la fondatrice Emma Koechlin-Schwartz comme présidente titulaire de 1906 à 1920. C'est elle qui dirige l'UFF durant la Première Guerre mondiale. 
C'est à sa demande que le président de la SSBM accepta de former en 1907 un Comité central de la Croix-Rouge dans lequel siègent des représentants des trois associations de la Croix-Rouge française.
Elle reçoit la croix de chevalier de la Légion d'honneur en 1920, à l'instar des présidentes des deux autres sociétés de la Croix-Rouge, avec comme citation : « Titres exceptionnels : présidente de l'Union des Femmes de France depuis treize années, Madame Denis Pérouse a d'abord préparé et intensifié en vue de la guerre, avec une activité inlassable et le plus heureux succès, les ressources en matériel et en personnel de la Société. La guerre venue, malgré une santé chancelante, s'est dévouée avec tout son cœur, jusqu'à l'extrême limite de ses forces, aux blessés, aux prisonniers, aux soldats et à leurs familles. Elle se consacre aujourd'hui avec la même passion pour le bien, aux populations des régions dévastées et à tous ceux qui souffrent : malades, mutilés, enfants. Elle a été et reste l'âme de son œuvre qui, comme les autres sociétés de la Croix-Rouge a si puissamment aidé à la Victoire ». Son époux est lui commandeur de la Légion d'honneur (1922).
Elle a notamment été à l'origine de la fondation de l'école d'infirmières de l'UFF, à Paris, qui porte son nom après son décès en 1924. Elle fut la deuxième femme à intégrer le Conseil supérieur de l'Assistance publique.

## Distinction
- Chevalier de la Légion d'honneur à titre militaire, par décret du 17 février 1920[9].

## Sources
- Bulletin mensuel de l'Union des femmes de France, 1er mai 1924
- Dossier de la Légion d'honneur de Suzanne Pérouse dans la base Léonore
- Elsa Durbecq, « Femmes et œuvres : l’exemple des Croix-Rouges françaises », Recherches contemporaines, no 3, 1995-96 (Lire en ligne)
- Suzanne Pérouse, l'UFF et la Première Guerre mondiale